# Уур гол
Уур гол (Уурийн гол) (на монголски: Уурэ гол) е река в Северна Монголия, ляв приток на Егийн гол, ляв приток на река Селенга, вливаща се в езерото Байкал. С дължина 331 km и площ на водосборния басейн 12 300 km² река Уур гол води началото си под името Хуршин Уур гол на 2181 m н.в. от южния склон на Източните Саяни и тече основно в южна посока в предимно тясна междупланинска долина през южните разклонения на Източните Саяни. На 50°16′36″ с.ш. и 101°56′50″ и.д. и на 1059 m н.в. се влива отляво в река Егийн гол, ляв приток на Селенга. Основни притоци: леви – Уилган гол; десни – Долу Уур гол, Хух гол, Аригийн гол. Има предимно дъждовно подхранване и ясно изразено пролетно пълноводие, обусловено от топенето на снеговете, епизодични летни прииждания в резултат от поройни дъждове във водосборния ѝ басейн, а от ноември до март – ясно изразено маловодие. Замръзва през ноември, а се размразява през април. Протича през почти безлюдни райони, като най-голямото селище по течението ѝ е градчето Булган.